# 7254 Куратані
7254 Куратані (7254 Kuratani) — астероїд головного поясу, відкритий 15 жовтня 1993 року.
Тіссеранів параметр щодо Юпітера — 3,670.